# Subtriquetridae
Subtriquetridae is een familie van kreeftachtigen uit de klasse van de Ichthyostraca.

## Geslacht
- Subtriquetra Sambon, 1922